# Dom Albrechta Dürera w Norymberdze
Dom Albrechta Dürera (Albrecht-Dürer-Haus) – budynek gotycki położony w Norymberdze przy placu Tiergärtnertorplatz. Dom w 1509 roku nabył Albrecht Dürer, gdzie mieszkał oraz pracował do swojej śmierci w 1528 roku. Obecnie mieści się tutaj muzeum artysty.